# CNN ефекат
CNN ефекат је теорија политичких наука и медијских студија која каже да глобалне телевизијске мреже играју значајну улогу у одређивању радњи које политички актери предузимају и исхода догађаја.  У најширем смислу односи се на „вођење политике с погледом на ТВ екран“, односно утицај телевизије на одлуке политичких лидера, што је феномен који се јавља са Заливским ратом.

## Историја
Највећи CNN-ов подухват, уједно и успјех Теда Тарнера, био је начин на који је та телевизија пратила Заливски рат 1990. који се због ефекта сматра први „ратом уживо“ у историји. Када је постало сигурно да је рат неизбјежам, већина страних новинара напустила је Багдад, али у граду је остала трочлана CNN -ова новинарска екипа са неколико техничара и сниматеља, с посебном направом која је са свкаог мјеста преко сателита могла преносити телевизијски снимак до централе у Атланти. За вријеме Заливског рата, ЦНН је постао не само један од најважнијих свјетских извора информација, него и полуга свјетске политике каква до тада није била позната.  Поред наведеног примјера, ефекат ЦНН-а је цитиран као покретачка снага иза америчке интервенције у курдској кризи и употребе силе од стране америчке војске током рата у Босни 1992–1995.

## Значај
Бивши амерички државни секретар Џејмс Бејкер је рекао о ефекту CNN-а: „Једина ствар коју он ради је да натjера креаторе политике да имају политички став”. 
Док се ефекат CNN-а најчешће односи на ефекат који медији имају на политику и владу током политичког сукоба, његов утицај на одлуке донете током природних катастрофа је такође вриједан пажње. Пошто се видео снимци и слике емитују широм света одмах након или чак током природних катастрофа, ове слике могу убиједити јавност да донира новац или извршити притисак на владе да одмах предузму акцију. Могуће да је ефекат одиграо улогу у повећању помоћи након азијског цунамија (2004), земљотреса у Кашмиру (2005), урагана Катрина (2005) и земљотреса у Сечуану у Кини (2008).